# Vasil Levski
Vasil Ivanov Kunchev, de apodo Vasil Levski (Васил Левски en búlgaro) (Karlovo, Imperio otomano (actual Bulgaria), 18 de julio de 1837-Sofía, 18 de febrero de 1873) fue un revolucionario búlgaro y héroe nacional.
Levski miró más allá del acto de liberación e imaginó una república búlgara de igualdad étnica y religiosa, reflejando en gran medida las ideas liberales de la revolución francesa y la sociedad occidental contemporánea. Dijo: "Seremos libres en completa libertad donde viva el búlgaro: en Bulgaria, Tracia, Macedonia; personas de cualquier etnia que vivan en este paraíso nuestro, tendrán los mismos derechos que los búlgaros en todo". Levski sostuvo que todos los grupos religiosos y étnicos que viven en una Bulgaria libre disfrutan de igualdad de derechos. Se le conmemora con monumentos en Bulgaria y Serbia, y numerosas instituciones nacionales llevan su nombre. En 2007, encabezó una encuesta de televisión nacional como el mejor búlgaro de todos los tiempos.

## Contexto histórico
Las dificultades económicas del Imperio Otomano del siglo XIX provocó su personificación como el "enfermo de Europa". Las reformas planeadas por los sultanes se enfrentaron a dificultades insuperables.  El nacionalismo búlgaro surgió gradualmente a mediados del siglo XIX con el auge económico de los comerciantes y artesanos búlgaros, el desarrollo de la educación popular financiada con fondos búlgaros, la lucha por un Iglesia búlgara autónomo y las acciones políticas encaminadas a la formación de un Estado búlgaro independiente.  El Primer y el Segundo Levantamiento Serbio habían sentado las bases de un Serbia autónomo a finales de la década de 1810,  y Grecia se había constituido como Estado independiente en 1832, tras la Guerra de Independencia griega. Sin embargo, el apoyo a la independencia mediante la lucha armada contra los otomanos no era universal. El sentimiento revolucionario se concentraba sobre todo en los sectores más educados y urbanos de la población. El campesinado y los comerciantes más ricos apoyaban menos una revuelta organizada, pues temían que las represalias otomanas pusieran en peligro la estabilidad económica y la propiedad generalizada de las tierras rurales.

## Biografía

### Infancia y juventud
Vasil Levski, nació en la ciudad de Karlovo, un próspero centro industrial en la época, el 18 de julio de 1837. Después de acabar la escuela, se ordenó en el monasterio de Sopot "Sv.Spas" como diácono con el nombre de Ignatii (por esta razón a menudo recibiría posteriormente el apodo de "El diácono") y sin abandonar la religión (siempre se refería a Dios en sus escritos) en 1861, bajo las influencias de Georgi Sava Rakovski, y decidió entregarse por completo a la idea revolucionaria de liberar Bulgaria de los otomanos.

### Primera legión búlgara y labor educativa
Inspirado por las ideas revolucionarias de Georgi Sava Rakovski, Levski partió hacia la capital del Serbia, Belgrado, durante la primavera de 1862. En Belgrado, Rakovski había estado reuniendo la Primera Legión Búlgara, un destacamento militar formado por voluntarios búlgaros y trabajadores revolucionarios que buscaban el derrocamiento del dominio otomano. Abandonando su servicio como monje, Levski se alistó como voluntario.Adoptó el seudónimo "Levski" (como el león) durante este período. Se cuenta la anécdota que lo adoptó mientras realizaba un ejercicio físico de entrenamiento militar, durante el que saltó una distancia tan grande que sus compañeros afirmaron que saltaba como un león. Entre 1862 y 1868 participó en todos los ataques armados de los búlgaros contra el Imperio otomano. Por aquel entonces, las relaciones entre los serbios y sus suzerains otomanos eran tensas. Durante la batalla de Belgrado, en la que las fuerzas turcas entraron en la ciudad, Levski y la Legión se distinguieron al rechazarlas.
Otros conflictos militantes en Belgrado fueron finalmente resueltos diplomáticamente, y la Primera Legión Búlgara fue disuelta bajo la presión otomana el 12 de septiembre de 1862. Su valor durante el entrenamiento y la lucha le valió el apodo de Levski ("Como un león"). Tras la disolución de la legión, Levski se unió al destacamento de Ilyo Voyvoda en Kragujevac, pero regresó con Rakovski a Belgrado tras descubrir que los planes de Ilyo de invadir Bulgaria habían fracasado. 

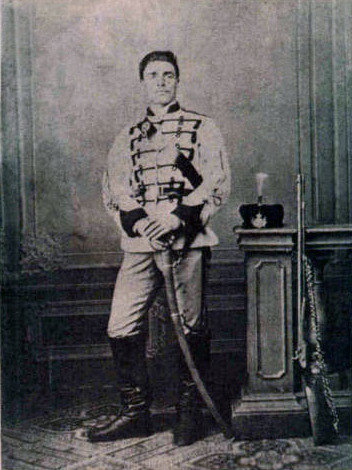
Levski con uniforme de la Primera Legión Búlgara.

En la primavera de 1863, Levski regresó a tierras búlgaras tras una breve estancia en Rumanía. Su tío Basil lo denunció como rebelde ante las autoridades otomanas, y Levski fue encarcelado en Plovdiv durante tres meses, pero liberado gracias a la ayuda del médico R. Petrov y del vicecónsul ruso Nayden Gerov.  En la Pascua de 1864, Levski renunció oficialmente a su cargo religioso.  Desde mayo de 1864 hasta marzo de 1866, trabajó como maestro en Voynyagovo, cerca de Karlovo; mientras estuvo allí, apoyó y dio cobijo a búlgaros perseguidos y organizó grupos patrióticos entre la población. Su actividad levantó sospechas entre las autoridades otomanas, y se vio obligado a trasladarse. Desde la primavera de 1866 hasta la primavera de 1867, enseñó en Enikyoy y Kongas, dos pueblos de Dobruja del Norte cercanos a Tulcea. 

### El destacamento de Hitov y la Segunda Legión Búlgara
En noviembre de 1866, Levski visitó a Rakovski en Iaşi. Dos bandas revolucionarias dirigidas por Panayot Hitov y Filip Totyu habían estado incitando a los búlgaros en Rumanía a invadir Bulgaria y organizar la resistencia antiotomana. Por recomendación de Rakovski, Vasil Levski fue elegido abanderado del destacamento de Hitov.  En abril de 1867, la banda cruzó el Danubio en Tutrakan, avanzó por la región de Ludogorie y llegó a los Montes Balcanes.  Tras una escaramuza, la banda huyó a Serbia a través de Pirot en agosto..

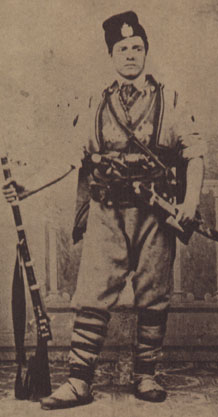
Levski como abanderado del destacamento armado de Panayot Hitov.

En Serbia, el gobierno volvió a mostrarse favorable a las aspiraciones de los revolucionarios búlgaros y les permitió establecer en Belgrado la Segunda Legión Búlgara, una organización similar a su predecesora y a sus objetivos. Levski fue un destacado miembro de la Legión, pero entre febrero y abril de 1868 sufrió una afección gástrica que requirió cirugía. Postrado en cama, no pudo participar en los entrenamientos de la Legión. Tras la nueva disolución de la Legión por presiones políticas, Levski intentó reunirse con sus compatriotas, pero fue detenido en Zaječar y encarcelado brevemente.  Tras su liberación se dirigió a Rumanía, donde Hadzhi Dimitar y Stefan Karadzha movilizaban destacamentos revolucionarios. Por diversas razones, entre ellas sus problemas estomacales y diferencias estratégicas, Levski no participó.
En el invierno de 1868 conoció al poeta y revolucionario Hristo Botev y vivió con él en un molino abandonado cerca de Bucarest.

## Ideas y teorías revolucionarias
A finales de la década de 1860, Levski desarrolló un proyecto revolucionario, que influyó notablemente en el movimiento de liberación búlgaro. Su proyecto establecía la obtención de la liberación nacional de Bulgaria mediante el alzamiento armado de todos los búlgaros del Imperio otomano. La insurrección sería preparada, controlada y coordinada por una organización revolucionaria central, de la que dependerían varios comités revolucionarios locales extendidos por toda Bulgaria, y que operarían al margen de cualquier influencia extranjera. El proyecto de Levski fue adoptado tras los repetidos fracasos de las ideas de Rakovski, que consistían básicamente en la invasión de Bulgaria por parte de destacamentos armados (cheti) desde los países vecinos, provocando de forma externa una rebelión general que provocara la liberación de Bulgaria.
Levski también desarrolló la forma del futuro gobierno de Bulgaria -una república democrática (que también describió como una república pura y sagrada), establecida sobre los principios de la Declaración de los Derechos del Hombre y del Ciudadano de la Revolución francesa. Mediante esos principios se garantizaría la libertad de expresión, ideas y asociación en Bulgaria. Levski también defendió que todos los grupos religiosos y étnicos de la Bulgaria liberada (búlgaros, turcos, judíos y otros) disfrutaría de iguales derechos. Reiteró que los revolucionarios búlgaros luchaban contra el gobierno opresor del sultán otomano, no contra el pueblo turco y su religión.
Levski no toleraba la corrupción en el movimiento revolucionario e insistió en que un revolucionario debía ser "justo, valiente y magnánimo". En una ocasión afirmó que no deseaba ninguna posición oficial tras la liberación de Bulgaria, sino que acudiría a "otras naciones esclavas" para ayudarlas en su liberación.

## Revolución contra los otomanos

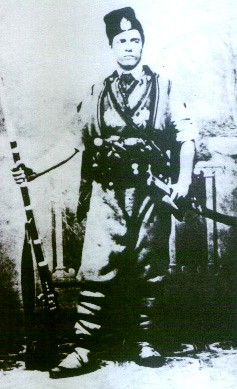
Vasil Levski vestido como soldado

Vasil Levski fue el fundador del Comité Búlgaro Revolucionario. Creó una red de comités en todo el país, con el objetivo de organizar el levantamiento general y conseguir la libertad definitiva de Bulgaria. Comenzó la organización en 1869.
En 1872, había conseguido establecer una red fuertemente organizada de comités en varias ciudades y aldeas búlgaras en constante contacto y subordinados al comité central clandestino situado en la ciudad de Lovech. Los comités proporcionaron armas, militantes y realizaban acciones rebeldes y represalias contra los oficiales otomanos y los traidores búlgaros. En mayo el Comité Búlgaro Revolucionario y la Organización Revolucionaria Interna decidieron coordinar esfuerzos y se fusionaron en una sola organización.
El 26 de diciembre de 1872, Dimitar Obshti planeó un ataque al correo turco en Arabaconak, sin el apoyo de Levski. Todo el grupo de Obshti fue atrapado, suponiendo un gran golpe para la organización revolucionaria de Levski. 
Levski se negó a provocar un levantamiento precipitado, como opinaba la mayoría del Comité y decidió trasladar todos los archivos de la organización a la ciudad de Lovech, en Bulgaria, donde se erigió la sede del Comité.

## Detención y ejecución

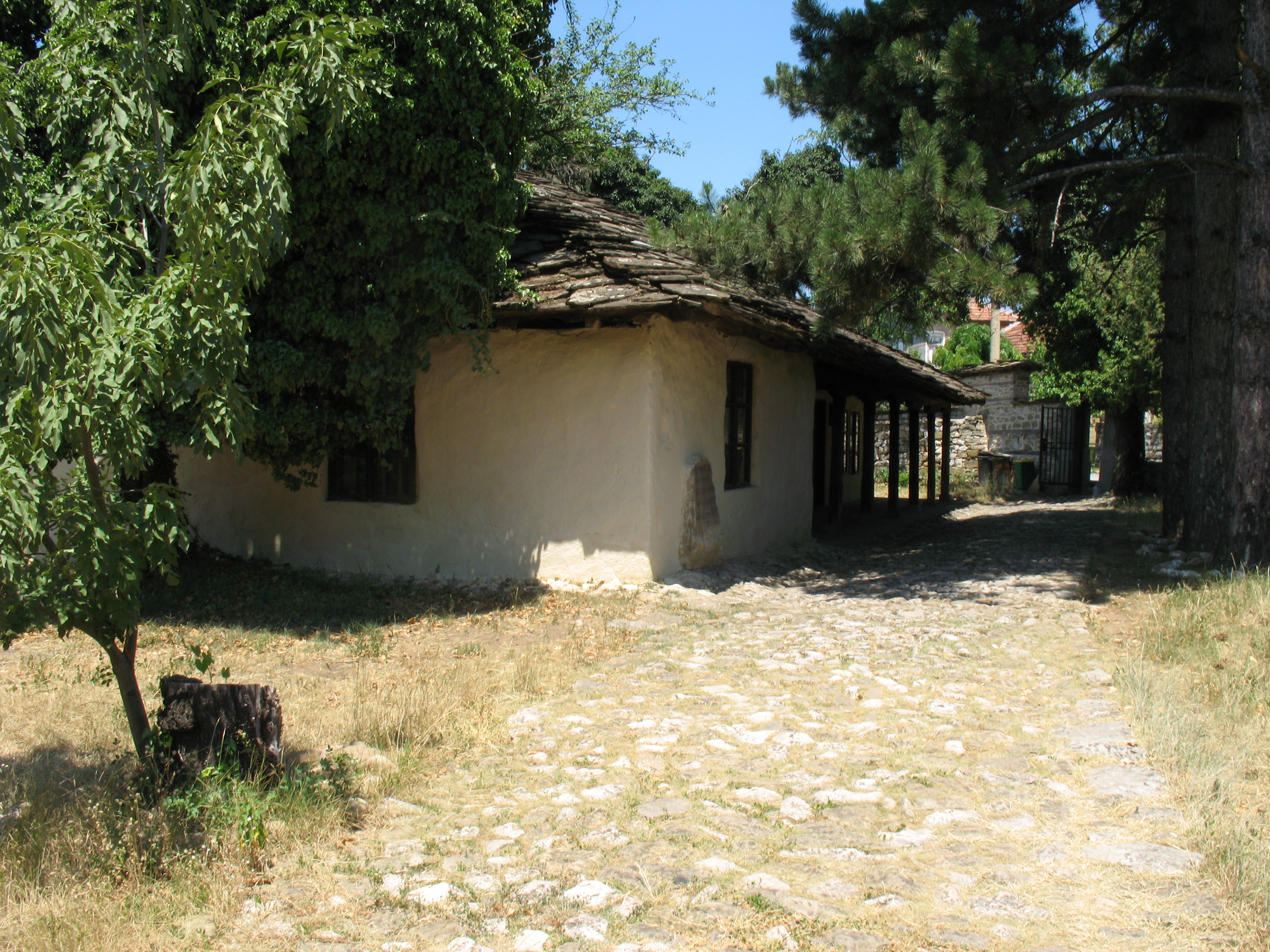
The Kakrina inn where Levski was captured in 1872

La policía turca siguió la pista de los revolucionarios en el nordeste de Bulgaria, llegando incluso al cuartel general de la organización en Lovech. Los numerosos arrestos amenazaron con eliminar la organización. En un intento de proteger la valiosa documentación sobre sus contactos y los movimientos de los comités búlgaros, Levski intentó escapar del cerco de las autoridades, pero fue detenido en una posada al este de Lovech, donde se encontraba temporalmente escondido. Se cree que fue traicionado por un sacerdote llamado Krastiu. Fue juzgado y condenado a muerte. El 18 de febrero de 1873 fue ahorcado cerca de Sofía.
Las palabras de Levski: "Si pierdo, pierdo sólo a mí mismo, si gano, gana toda la nación" son la esencia de su gran personalidad y capacidad de entrega total a la idea de libertad.

## Consecuencias
La gran red nacional de comités revolucionarios creada por los búlgaros continuó actuando tras la muerte de Vasil Levski y fue esencia en la Revolución de abril de 1876. El alzamiento en sí fracasó, pero su influencia terminaría provocando el estallido de la Guerra entre Rusia y Turquía de 1877-1878, lo que permitiría a Bulgaria recuperar su independencia después de casi cinco siglos bajo el gobierno otomano.

## Honores
- La ciudad de Levski, en la provincia de Pleven, y otras seis villas en Bulgaria.
- El monte Levski. En el Levski Ridge (cordillera Levski) en las montañas Tangra, situadas en la isla de Livingston, en el archipiélago de las islas Shetland del Sur, en la Antártida.
- El equipo de fútbol PFC Levski Sofia.
- El estadio nacional de fútbol de Bulgaria, Estadio Nacional Vasil Levski.
- El colegio "Vasil Levski 7014" en Lima, Perú.

### Poesía
El ahorcamiento de Vasil Levski

Oh, madre mía, patria bendita,

¿Por qué es tu llanto casi inaudible?

Y tú, oh cuervo, ave maldita,

¿sobre que tumba graznas tan terrible?

Oh, yo sé, madre, yo sé que lloras

Porque es esclavo tu suelo amado,

Tu voz doliente colma las horas

Con el vacío de tu llamado.

¡Llora! Allá, cerca, junto a Sofía

se alza la horca, la más horrenda,

y de ella cuelga, Bulgaria mía,

un hijo tuyo, con fuerza tremenda.

Perros y lobos el campo asuelan,

Funesto el cuervo grazna a lo lejos,

Los niños lloran, las madres velan,

Ardientemente ruegan los viejos.

El viento azota campos de zarzas,

Canta el invierno su cruel canción,

El llanto al frío sin fe se engarza

Y en dolor hunden al corazón. 
Poeta y revolucionario búlgaro Hristo Botev

### Bustos, estatuas y monumentos en el mundo

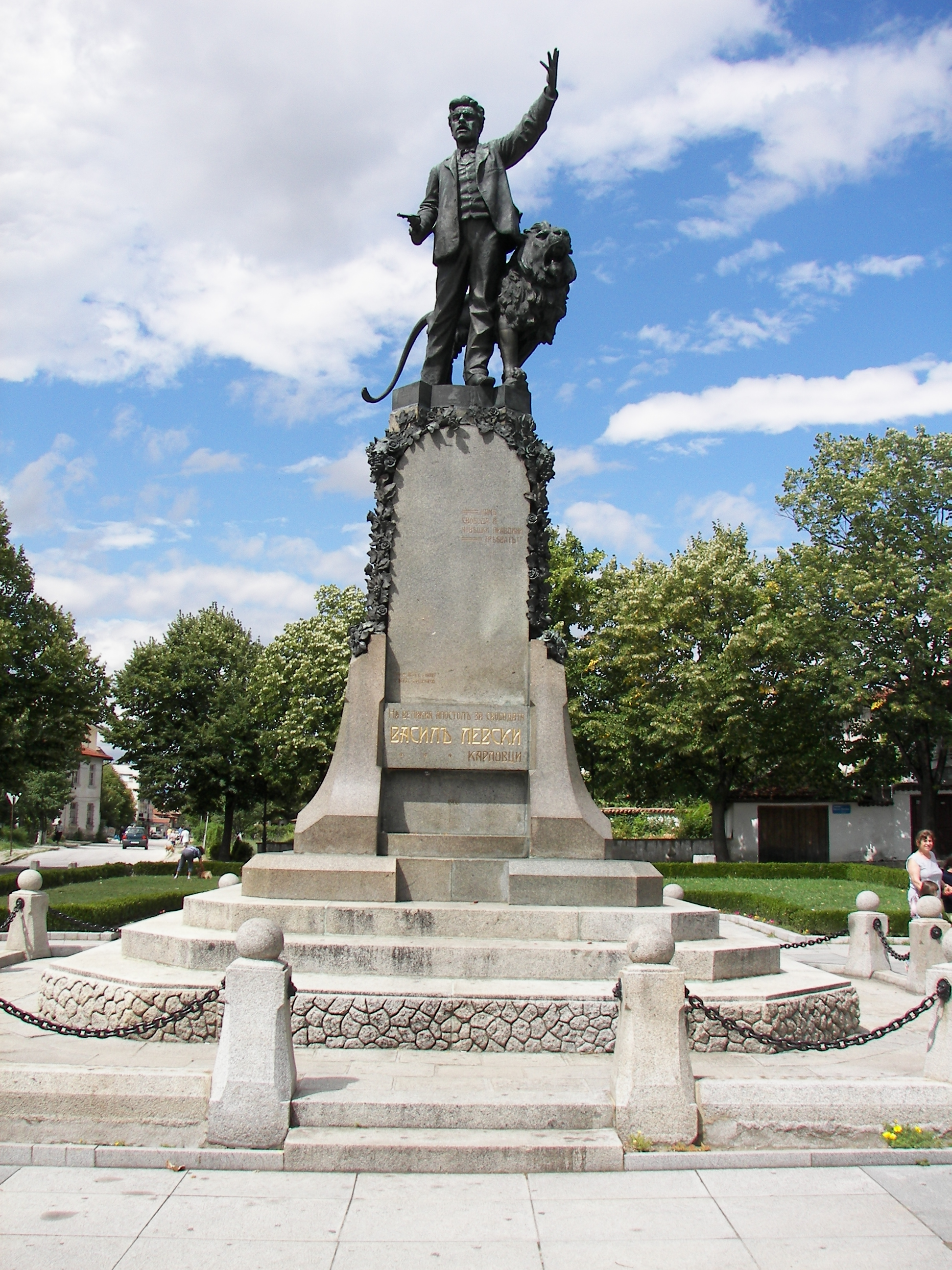
Monumento en su nativa Karlovo.
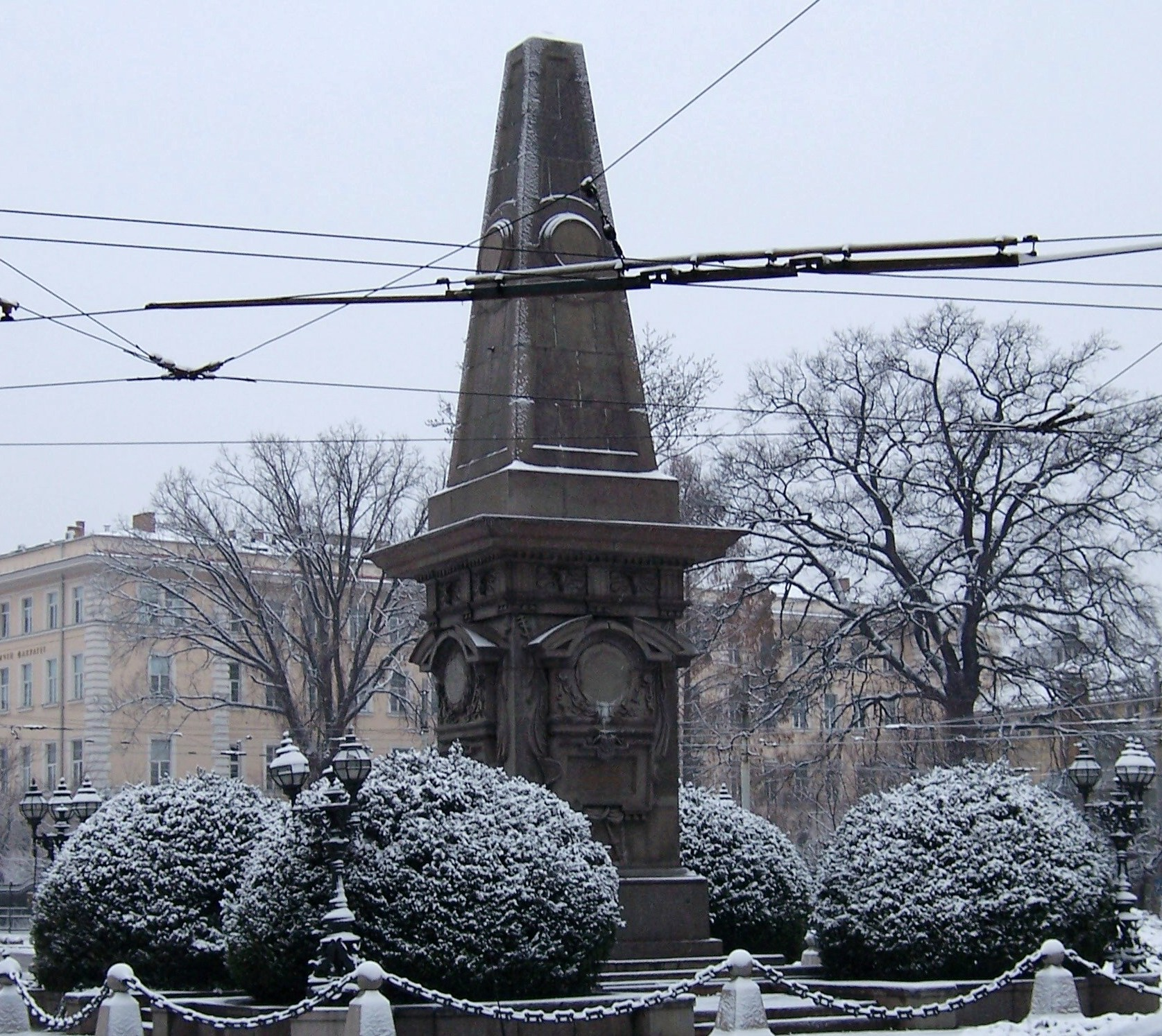
Monumento en Sofía